# Ken’ichi
Ken’ichi (jap. けんいち, ケンイチ) – męskie imię japońskie.

## Możliwa pisownia
Ken’ichi można zapisać używając wielu różnych znaków kanji i może znaczyć m.in.:
- 健一, „zdrowie, jeden”[1]
- 研一, „badania, jeden”
- 謙一, „pokorny, jeden”
- 兼一, „jednocześnie, jeden”
- 賢一, „mądry, jeden”
- 憲一, „konstytucja, jeden”
- 建一, „budować, jeden”

## Znane osoby
- Ken’ichi (健一), gitarzysta japońskiego zespołu Merry
- Ken’ichi Fukui (謙一), japoński chemik
- Ken’ichi Matsuyama (研一), japoński model, aktor filmowy i telewizyjny
- Ken’ichi Ogata (賢一), japoński seiyū
- Ken’ichi Ōmae (研一), japoński teoretyk zarządzania, autor książek
- Ken’ichi Suzumura (健一), japoński seiyū
- Ken’ichi Uemura (健一), japoński piłkarz

## Fikcyjne postacie
- Ken’ichi Akama (健一) / Goggle Czerwony, bohater serialu tokusatsu Dai Sentai Goggle Five
- Ken’ichi Shirahama (兼一), główny bohater anime i mangi Shijō saikyō no deshi Ken’ichi